# CREB1
El factor de transcripción CREB1' (de sus siglas en inglés "CAMP responsive element binding protein 1") es una proteína humana codificada por el gen creb1. Esta proteína reconoce y une el elemento de respuesta a AMPc, que consta de una secuencia de ADN presente en multitud de promotores virales y celulares. La unión de CREB1 estimula la transcripción de los genes controlados por estos promotores.
La proteína CREB1 pertenece al conjunto de factores de transcripción CREB, los cuales son miembros a su vez de la familia de proteínas de unión a ADN con cremallera de leucina. Esta proteína se une en forma de homodímero al elemento de respuesta a AMPc, cuya secuencia se conforma de un palíndromo octamérico. La proteína es fosforilada por diversas quinasas, e induce la transcripción de genes en respuesta a estimulación hormonal de la ruta del AMPc. El gen que codifica la proteína CREB1 puede sufrir splicing alternativo, generando dos transcritos que codifican diferentes isoformas de la proteína.

## Interacciones
La proteína CREB1 ha demostrado ser capaz de interaccionar con:
- HTATIP[2]
- RPS6KA5[3][4]
- CREBBP[5][6][7][8][9][10][11][12][13][14]
- FHL2[15]
- FHL3[15]
- p53[11]
- CEBPB[16]
- FHL5[15]